# Acraea pudorella
Acraea pudorella är en fjärilsart som beskrevs av Aurivillius 1898. Acraea pudorella ingår i släktet Acraea och familjen praktfjärilar. Inga underarter finns listade i Catalogue of Life.